# 50/50 (فلم 2016)
50/50، هو فيلم وثائقي عُرض في 2016، يتحدث عن «تاريخ 10000 سنة من النساء والقوة» وتناول موضوع عدم وجود تمثيل متساوي في السياسة. وتم عرضه لأول مرة في مؤتر تيد.
نُظّم لعرض أكثر من 10000 عرض للفيلم منذ تاريخ 10 مايو 2017، والذي عرض في يوم 50/50.